# گرینتون (نبراسکا)
گرینتون (به انگلیسی: Grainton) یک منطقهٔ مسکونی در ایالات متحده آمریکا است که در نبراسکا واقع شده‌است. گرینتون ۱٬۰۰۴٫۹۴ متر بالاتر از سطح دریا واقع شده‌است.